# Rudolf Farschon
Rudolf Farschon (* 21. April 1921) ist ein ehemaliger deutscher Fußballspieler.

## Sportlicher Werdegang
Farschon spielte bis zum Ende des Zweiten Weltkrieges bei der Spvgg 05 Frankfurt-Oberrad. Anschließend schloss er sich Eintracht Frankfurt an, wo er nach der offiziellen SGE-Wiedergründung im Herbst 1945 zur Wettkampfmannschaft gehörte und beim Auftakt der Oberliga Süd unter Trainer Willi Pfeiffer beim 2:2-Remis beim Karlsruher FC Phönix am ersten Spieltag der Spielzeit 1945/46 auf dem Feld stand, als Karl Röll und Franz Grigutsch einen zwischenzeitlichen 0:2-Rückstand egalisierten. Dabei wurde er neben Hans Fischer und Hermann Lindemann als einer der besten Spieler genannt. In der gesamten Spielzeit gehörte er nach dem bis Ende November tätigen Pfeiffer auch unter den Trainern Sepp Herberger, der sich im Dezember 1945 und Januar 1946 für das Training der Eintracht verantwortlich zeichnete, und Emil Melcher, der die Eintracht In der Saison 1946/47 trainierte, über weite Strecken zu den Stammspielern und bestritt 22 Ligaspiele, dabei erzielte er ein Tor. Bis 1948 gehörte Farschon der Eintracht an, kam aber in den beiden folgenden Spielzeiten nur noch zu neun respektive sechs Meisterschaftsspielen. Nach insgesamt 37 Spielen in der Oberliga verließ er den Klub wieder. Später lief er wieder für die Spvgg 05 Frankfurt-Oberrad auf.
Farschon nahm zu seiner Zeit als Oberrad-Spieler als Auswahlspieler am Reichsbundpokal 1941/42 teil, als Hessen-Nassau in der ersten Runde an Niederschlesien scheiterte.